# Bihartorda
Bihartorda (früher: Torda) ist eine ungarische Gemeinde im Kreis Püspökladány im Komitat Hajdú-Bihar.

## Geografie
Bihartorda grenzt an folgende Gemeinden:
|                | Sáp                                         | Berettyóújfalu |
| Bihardancsháza | Kompassrose, die auf Nachbargemeinden zeigt | Bakonszeg      |
|                | Nagyrábé                                    |                |

## Geschichte
Erste schriftliche Erwähnung im Váradi Regestrum.
Der Ort wurde 1659 durch die Türken verwüstet und an anderer Stelle wiederaufgebaut.

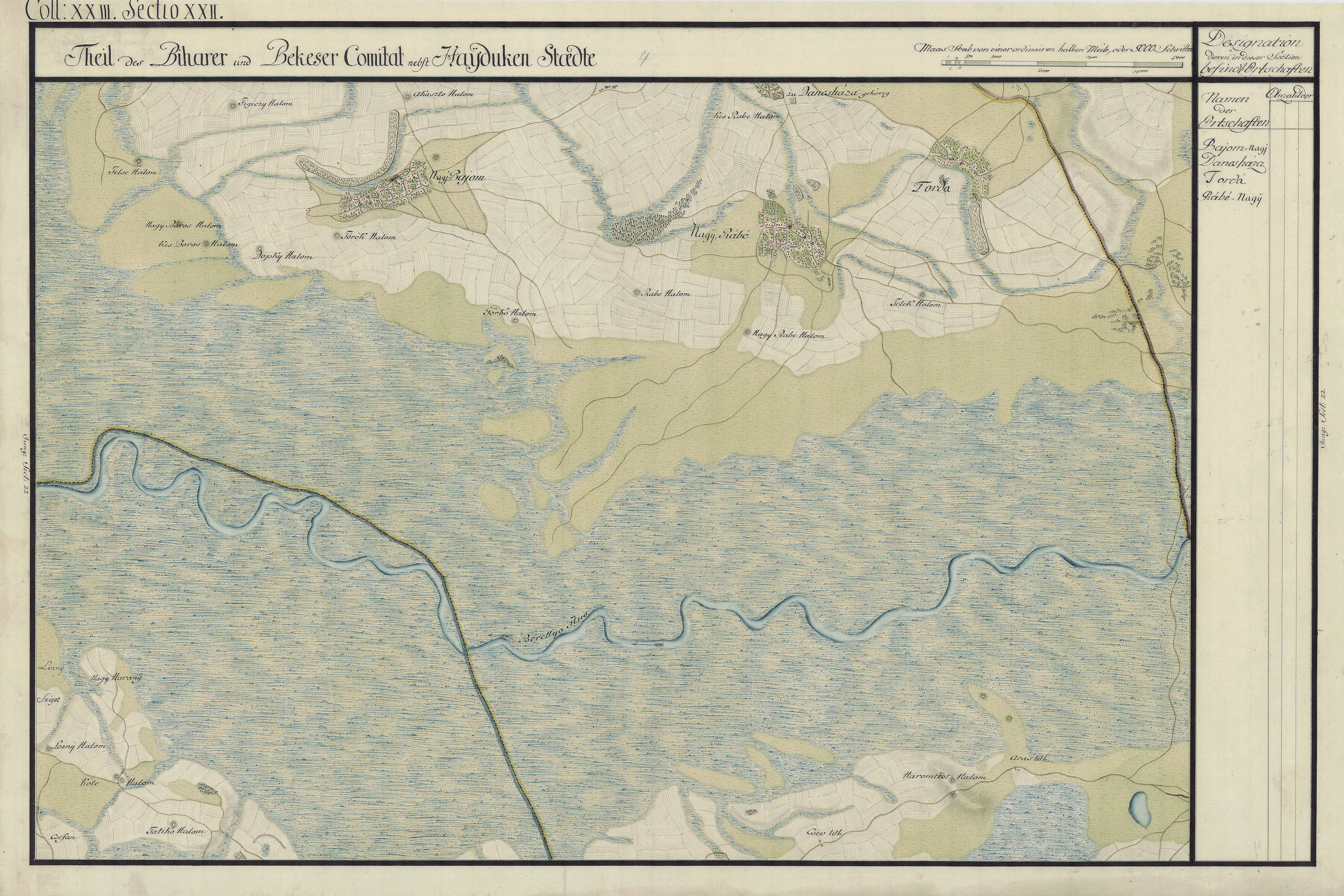
Torda (rechts oben) um 1782 (Aufnahmeblatt der Josephinischen Landesaufnahme)
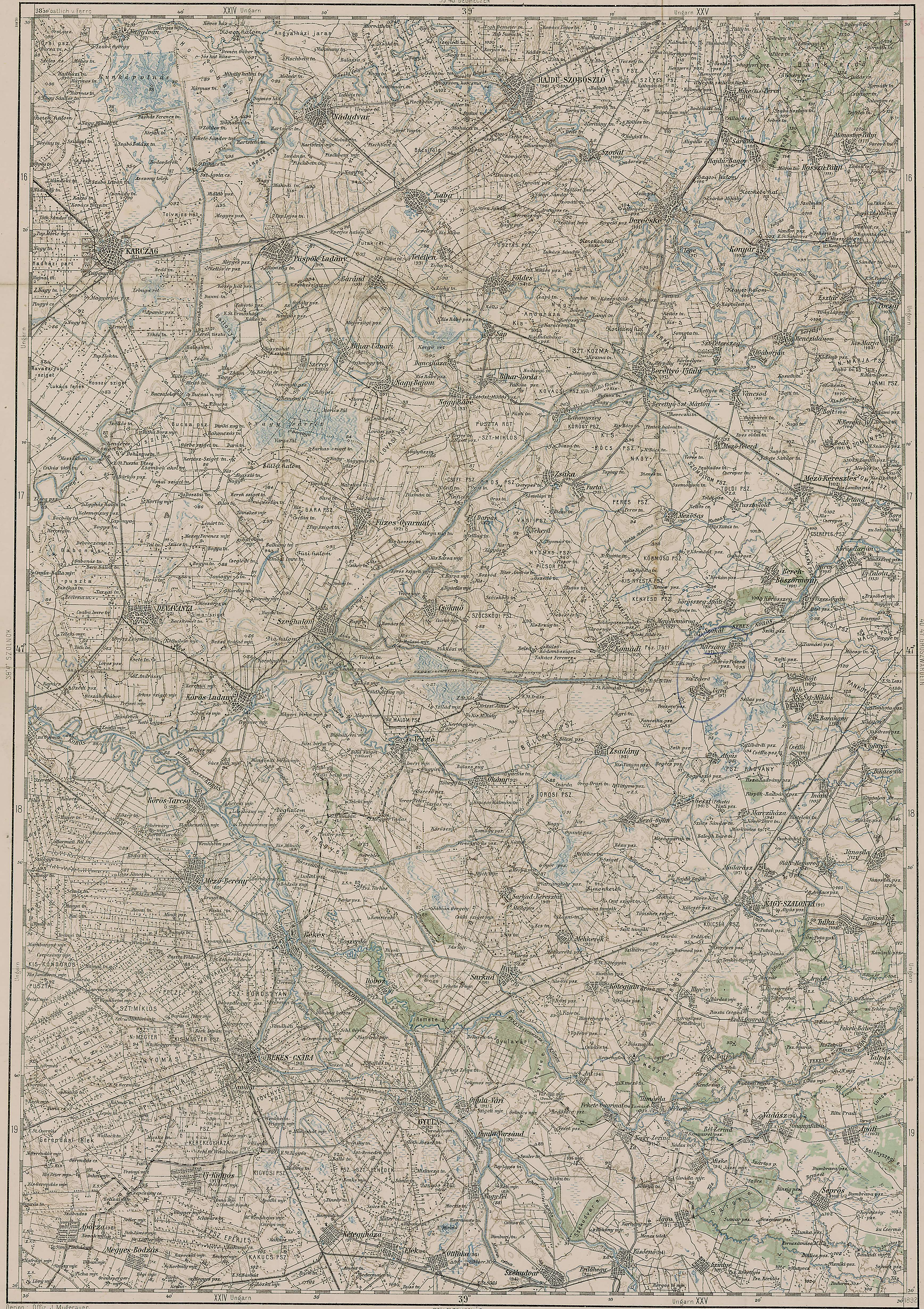
Bihar-Torda (N 47° 13'; O 39° 2') um 1892 (Aufnahmeblatt der Franzisco-Josephinischen Landesaufnahme)

## Städtepartnerschaften
- Torda (Žitište), Serbien
- Turda, Rumänien

## Söhne und Töchter der Gemeinde
- Zoltán Daróczy (* 1938), ungarischer Mathematiker und Mitglied der Ungarischen Akademie der Wissenschaften

## Sehenswürdigkeiten
- Kossuth-Büste (Kossuth-mellszobor), erschaffen 1898 von Béla Gerenday und György Kiss
- Reformierte Kirche, erbaut 1793–1797 (Spätbarock)
- Szent-István-Denkmal (Szent István-emlékmű)
- Weltkriegsdenkmal (I. és II. világháborús emlékmű), errichtet 1959

## Verkehr
In Bihartorda treffen die Landstraßen Nr. 4213 und Nr. 4805 aufeinander. Der nächstgelegene Bahnhof befindet sich vier Kilometer nördlich in Sáp, an der Bahnstrecke Püspökladány–Oradea.